# Z计划
Z计划（德文：Z-Plan）是一個德国海军的造艦發展計畫，該計畫預計自1935年開始，大幅度翻新和重建該國在海上的軍事力量。

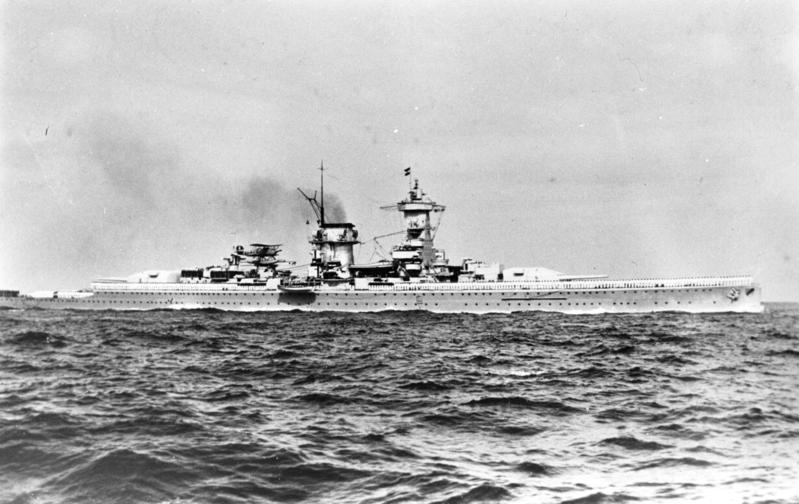
德国级袖珍戰艦希佩爾上將号於1934年大西洋上

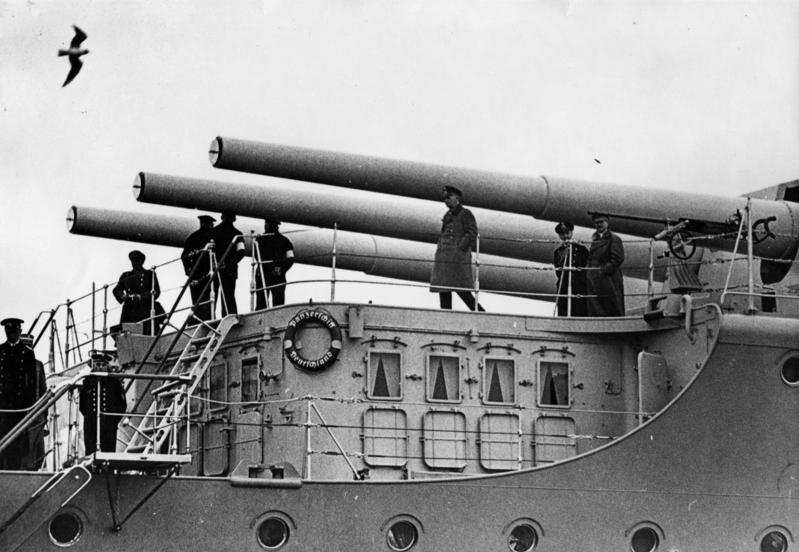
德國袖珍戰舰所用的28cm主砲

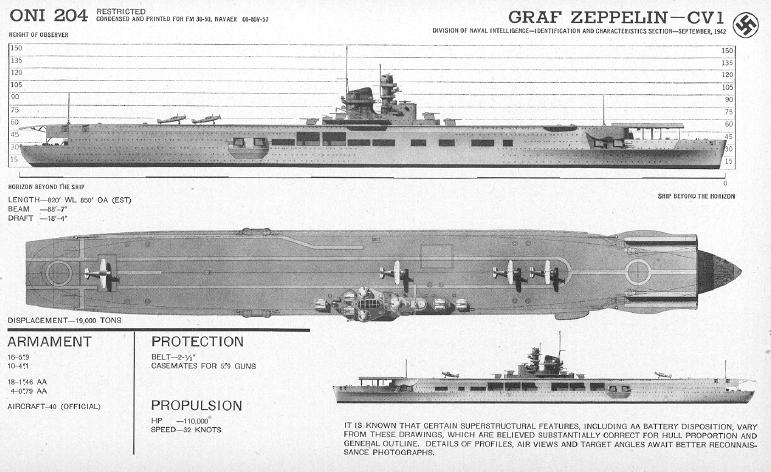
Z計劃中的齊柏林伯爵號航空母艦是德國唯一一艘曾經下水過的航母

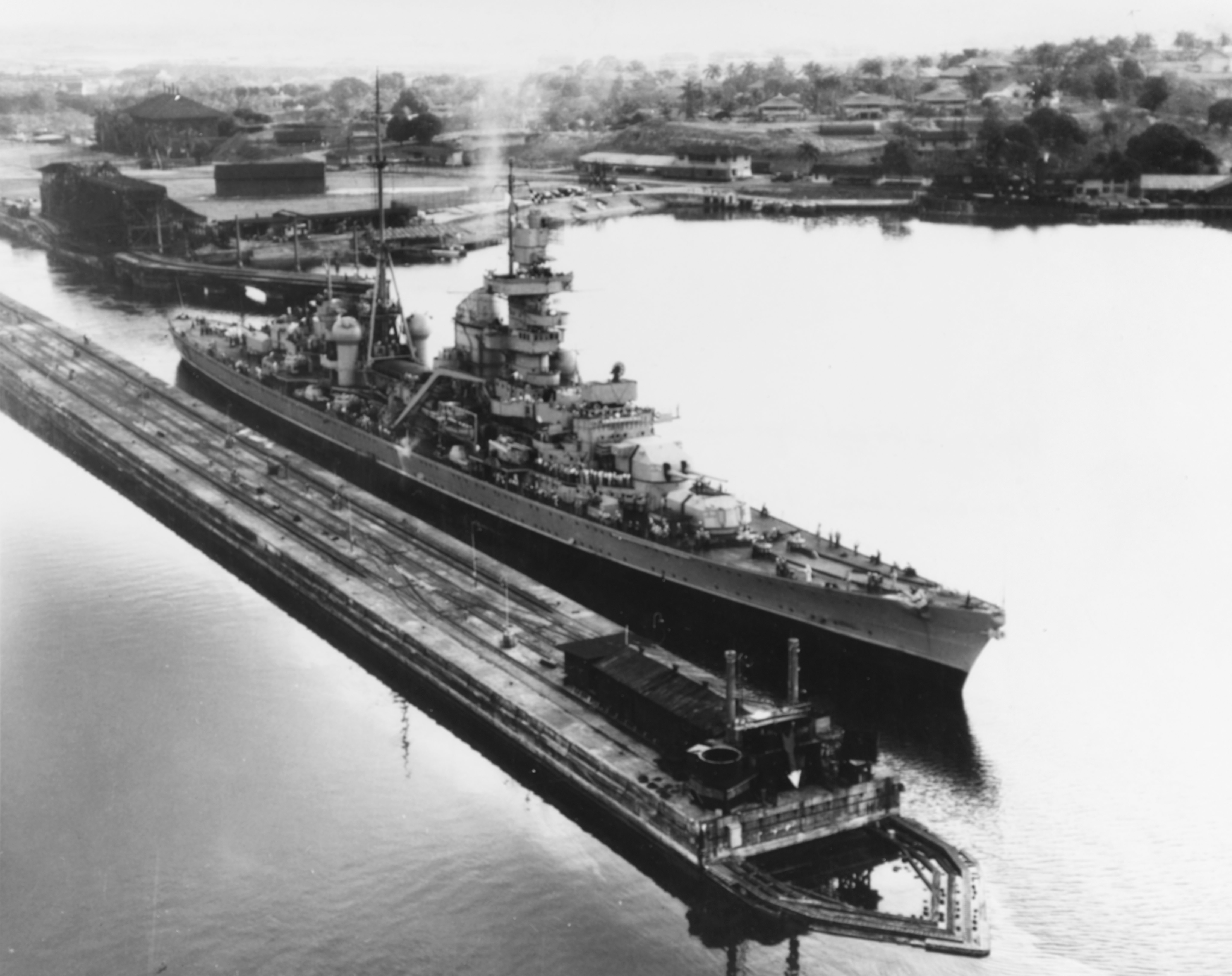
希佩爾海軍上將級重巡洋艦是Z計畫中船艦類少數被真正造出的戰艦

## 一战之后
在第一次世界大战之后，德国的武装力量因《凡尔赛和约》而被大大的限制。对于海军来说，和约中为了限制德国海军，规定德国海军只能拥有6艘10,000吨级战列舰，六艘巡洋舰，12艘驱逐舰以及12艘鱼雷快艇。而在1919年公海舰队於斯卡帕湾在德軍官兵的秘密行動下集體自沉。顿时令这个德国海军家徒四壁。之后根据和约，新的建造计划被提上日程。战后第一艘条约型舰——艾姆登号轻巡洋舰建成。在此之后德国进一步建造了三艘“K级”轻巡洋舰——柯尼斯堡号、卡尔斯鲁厄号、科隆号。并且建造了“K级”的改良型号——莱比锡号和纽伦堡号。由于和约中规定德国海军必须替换掉所有战列舰，而且每艘战舰的吨位不得超过10,000吨，德国海军提出了一个新的舰种——装甲舰。其设计中首要目的是破坏海上通商，其最主要的设计理念是“要比巡洋舰猛，并且比战列舰快”1。该舰种首舰为德意志号，装备6门（3X2）11英寸火炮，并且航速高达28节。其后又建造了舍尔海军上将号以及斯佩伯爵号。这些装甲舰被其他国家称作“袖珍战列舰”。

## 纳粹執政初期
在1933年之后，阿道夫·希特勒开始担任德国（魏玛共和国）的总理，随即撕毁凡尔赛和约，系统的重建武装力量。 随后德国海军将原定的装甲舰D号和E号，改进为战列巡洋舰，即沙恩霍斯特號戰鬥巡洋艦和格奈森瑙號，该两艘姊妹战列巡洋舰装配了9门11英寸主炮（前二后一，三联装），取代了原先的6门主炮。
与此同时，俾斯麦与的设计建造计划也进入了研讨阶段。对于俾斯麦级，最初设计安装13寸主炮。但由于法国海军迅速的崛起，导致德国海军不得不将这两艘战列舰重新设计。在这段时间，德国为海军制定了庞大的重建计划，Z计划也得以改进并发展。

## “巨兽”与“狼群”的抉择
在Z计划以后的改进中，两种海军重建的指导思路被提了出来：
- 重建一个大型的，足以同时对抗英国和法国的水面舰队。该思路，以当时德国海军总司令埃里希·雷德尔的观点代表。
- 建造一个数量庞大的U-潜艇群，同时配合装甲舰破坏敌人的海上交通线。这种思路则由一战时曾驾驶过潜艇，后来任海军司令的卡尔·邓尼茨提出。

但是，必须要指出的一点是如果德国要破坏英国在大西洋的海上交通线，德国海军的战舰将不得不通过由皇家海军称霸的北海。于是德国选择了前者。

## 建造计划
在两艘俾斯麦级建造的这段时间，往往被称为德国海军的过渡时期。这段时期里同时建造了三艘重巡洋舰希佩尔海军上将号、布吕歇尔号和欧根亲王号。而之后，则被称为德国Z计划中的“六年造舰时期”（1939年－1945年）。在Z计划中所有现代化战舰都计划在这六年内完成，包括：
- 四艘航空母舰
- 六艘H级战列舰
- 三艘O級戰鬥巡洋艦
- 十二艘P级远洋装甲舰
- 两艘希佩爾海軍上將級重巡洋艦：塞得利茨号（Seydlitz）和吕佐夫号
- 四艘“M级”轻巡洋舰
- 两艘“改进型M级”轻巡洋舰
- 六艘“远洋侦察级”大型驱逐舰

第一个航空母舰齐柏林伯爵号建造开始于1936年，同级二号舰定于1938年开工。到了1939年中旬，随着俾斯麦号和提尔皮茨号的下水，三艘改良型战列舰（H级战列舰）开始铺设龙骨。与此同时，Bf 109战斗机以及容克Ju-87施图卡轰炸机的舰载型也开始研究。但十分不幸运的是，随着第二次世界大战的爆发，所有巨大而昂贵的建造计划消耗了大量贵重的原材料，影响了陆军和空军的发展和运行。
最后，幾乎所有战列舰的建造计划都被取消，并将其所需的材料以及拆卸下的材料，用于建造更多的U-潜艇。